# Calàbries
Els gaviformes (Gaviiformes) o calàbries són un ordre d'ocells que comprèn espècies que nien als llacs de l'Europa del Nord i que als Països Catalans només les podem veure com a hivernants, en poca quantitat. Les calàbries inclouen un únic gènere actual, Gavia, i una sola família, Gaviidae.

## Morfologia
- Cos allargassat.
- Coll llarg i robust.
- Plomatge dens i brillant

L'hivern és l'època en què són més difícils de distingir perquè el plomatge és molt semblant. És per això que és millor fixar-se en la forma del bec.

## Alimentació
Mengen peixos, amfibis i crustacis. Fan servir gastròlits -pedretes arrodonides i molt llises- per fer la digestió, ja que els ajuden a trencar l'exoesquelet dels crustacis i els ossos de granotes i salamandres.

## Costums
Són cabussadores i bones nedadores, gràcies a la membrana que uneix els dits de les potes curtes situades a l'extrem del cos. Es diu que poden baixar fins a 80 m de fondària i romandre-hi durant alguns minuts per atrapar els peixos que els serviran d'aliment.
Tot i que tenen dificultats d'enlairar-se, un cop a l'aire aconsegueixen de fer un vol ràpid i potent, amb la particularitat que el cap els queda a un nivell més baix que la resta del cos.

## Taxonomia
Aquest ordre, conte una familia i un sol gènere, format per 5 espècies vivents:
- Calàbria agulla (Gavia arctica).
- Calàbria de bec pàl·lid (Gavia adamsii).
- Calàbria del Pacífic (Gavia pacifica).
- Calàbria grossa (Gavia immer).
- Calàbria petita (Gavia stellata).